# Depresiunea Etosha
Etosha adică „Lacul mirajelor” sau „Locul apei uscate” este o întindere de lut încrustată cu sare care se întinde pe câmpiile din nordul Nambiei având solul rănit și fisurat.

## Cum s-a format Depresiunea Etosha?
Aceasta s-a format cu milioane de ani în urmă, datorită uscării unui lac. Depresiunea este parte componentă a unui fenomen mult mai vast: Bazinul Etosha care împreună cu Delta Okavango din Botswana și multe alte depresiuni și lacuri mici, formau odinioară ceea ce geologii consideră că a fost cel mai mare lac din lume.
Cu milioane de ani în urmă, râurile care alimentau acest lac au secat. Lipsit de apa lor și expus continuu evaporării și scurgerilor prin infiltrare, la un moment dat a dispărut și lacul. Astăzi Etosha mai supraviețuiește ca o versiune la scară redusă a ceea ce a fost inițial: un „lighean” alb de sare lat de 50 km si lung de 130 km (4800 km2).
Aflată în inima Parcului Național Etosha, una dintre cele mai mari rezervații faunistice ale Africii, depresiunea suferă schimbări extraordinare în fiecare an. Pârjolită, prăfoasă și lipsită de viață în anotimpul uscat, zona se transformă radical în decembrie, când începe anotimpul ploios. Nori întunecați se adună la orizontul răsăritean pentru a da apoi năvală și a-și vărsa încărcătura de apă. 
O ploaie abundentă se revarsă peste Lacul Oponono din nord, umplându-l și trimițând surplusul de apă în albiile râurilor Ekuma și Oshigambo, de la marginea depresiunii Ethosa.

## Un lac vast și liniștit
Solul fierbinte asudă sub milioane de tone de apă ce transormă depresiunea într-un lac vast și liniștit ale cărui unde efemere se întind până departe în zare.
Natura celebrează momentul cu o serie de evenimente spectaculoase. Milioanele de semințe care au zăcut luni de zile în pământul uscat prind brusc viață, acoperind pământul cu o luxuriantă „pătură verde”.

## Fauna
Inundată pentru scurt timp în anotimpul ploios, depresiunea seacă rapid, suprafața sa semănând cu o pânză umedă pe care urmele animalelor se înșiruie până departe la orizont.
Declanșată de mirosul ploii, începe una dintre cele mai mari migrații de pe continentul african. Zeci de mii de zebre și de antilope gnu vin aici din zonele în care au iernat, pe Câmpia Andoni, aflată spre nord-est. Odată cu migrația lor, sunetele primitive ale Africii umple văzduhul. Nechezatul zebrelor se alătură strigătelor antilopelor gnu și celorlalte șuierături ale celor 15 specii de antilope mici și mari. Nelipsite, de asemenea, sunt girafele, elefanții prădători și turmele mari de gazele sud-africane, alb cu maroniu. Gazelele sunt renumite pentru agilitatea lor atletică. Confruntate cu un pericol, încep o serie de sărituri înalte executate cu picioarele țepene, numit „pronk”. aceste animale pot parcurge 15 m dintr-un singur salt, atingând viteze de aproape 90 km/h.
Leii, hienele, gheparzii și câinii sălbatici sunt stâpâni ai acestui ținut al abundenței, se furișează și pândesc șirurile lungi de ierbivore în deplasare.
Deasupra lor, stolurile rozalii de flamingi se îndreaptă și ele spre apele bogate în minerale ale lacului. Zborul lor este însoțit de o largă și multicoloră diversitate de alte păsări: gâște egiptene, sfrâncioci cu creastă purpurie, șoimi, vulturi, turturele, ploieri și ciocârlii.
Negustorul american Gerald McKiernan descria în 1876 o astfel de migrație ca „acea Africă despre care am citit în cărțile de călătorii...toate menajeriile din lume la un loc nu se pot compara cu ce am văzut eu în ziua aceea”.

## Populația
Odinioară, populația San vâna în libertate pe aceste teritorii și, împreună cu triburile Herero și Ovambo, ne-au lăsat o bogată arhivă de nume pitorești în această regiune. Un șir de coline joase de la extremitatea sudică a depresiunii Ethosa se numește Ondundozonanandana, adică „Locul în care se duceau vițeii și nu se mai întorceau". Una dintre taberele turistice Din Parcul Național Etosha este cunoscută sub numele Namutonii, cuvânt Ovambo care se traduce prin „Locul înalt ce poate fi văzut de departe”.
O altă tabără se numește "Okaukuejo", „Locul femeilor”. În 1907, terenul de vânătoare al populației San a fost declarat rezervație de vânătoare. la un moment dat se întindea pe un teritoriu aproape cât Islanda și era cea mai mare rezervație de acest gen în lume. În 1967, dimensiunile ei au fost reduse pentru a face loc triburilor din zonă, astfel născându-se Parcul Național Etosha.